# Ruta 205 (Costa Rica)
La Ruta 205, oficialmente Ruta Nacional Secundaria 205, es una ruta nacional de Costa Rica ubicada en la provincia de San José.

## Descripción
En la provincia de San José, la ruta atraviesa el cantón de Goicoechea (los distritos de Guadalupe, Mata de Plátano, Rancho Redondo).